# Ghiacciaio Rupite

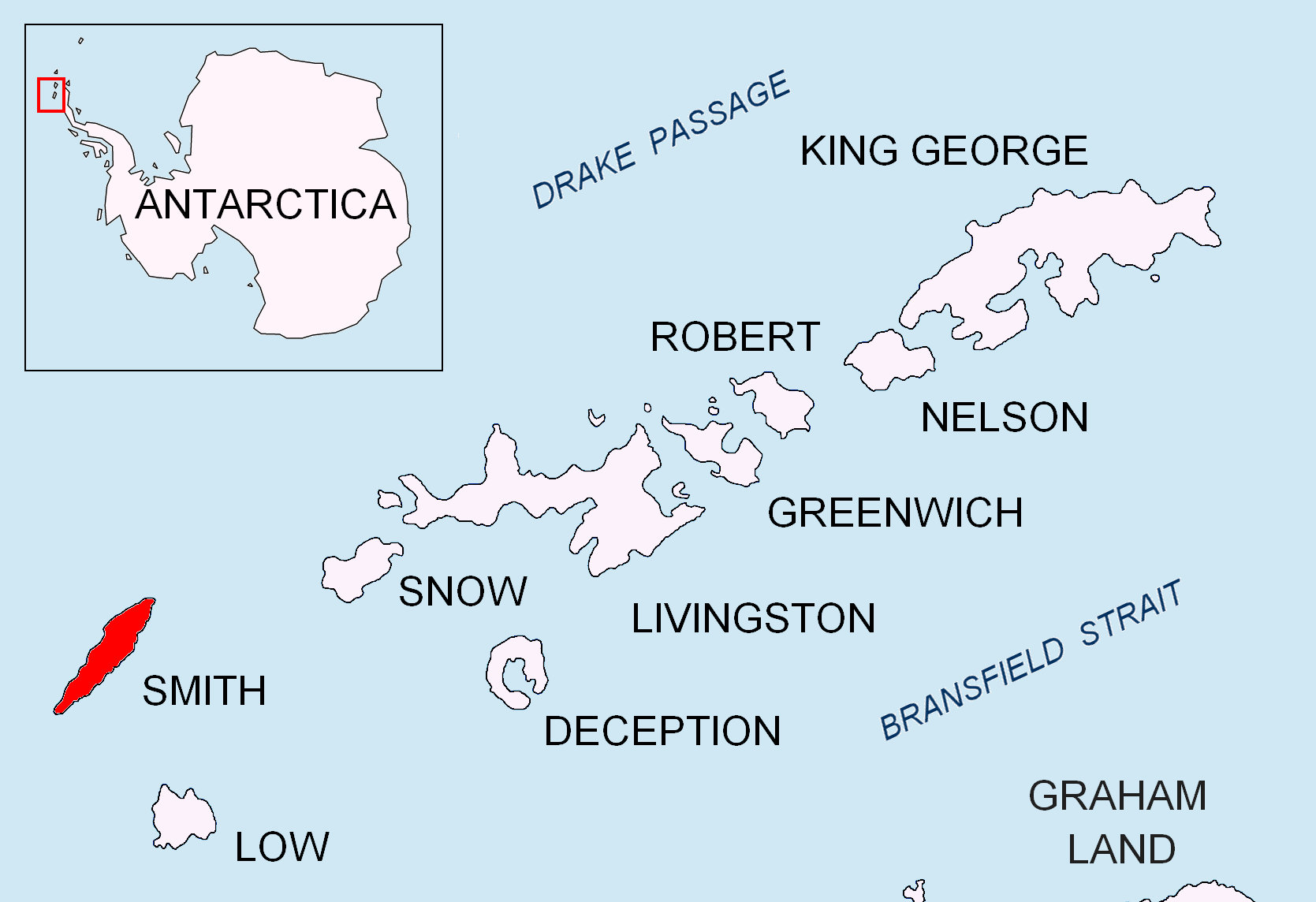
Localizzazione dell'Isola Smith, nelle Isole Shetland Meridionali.

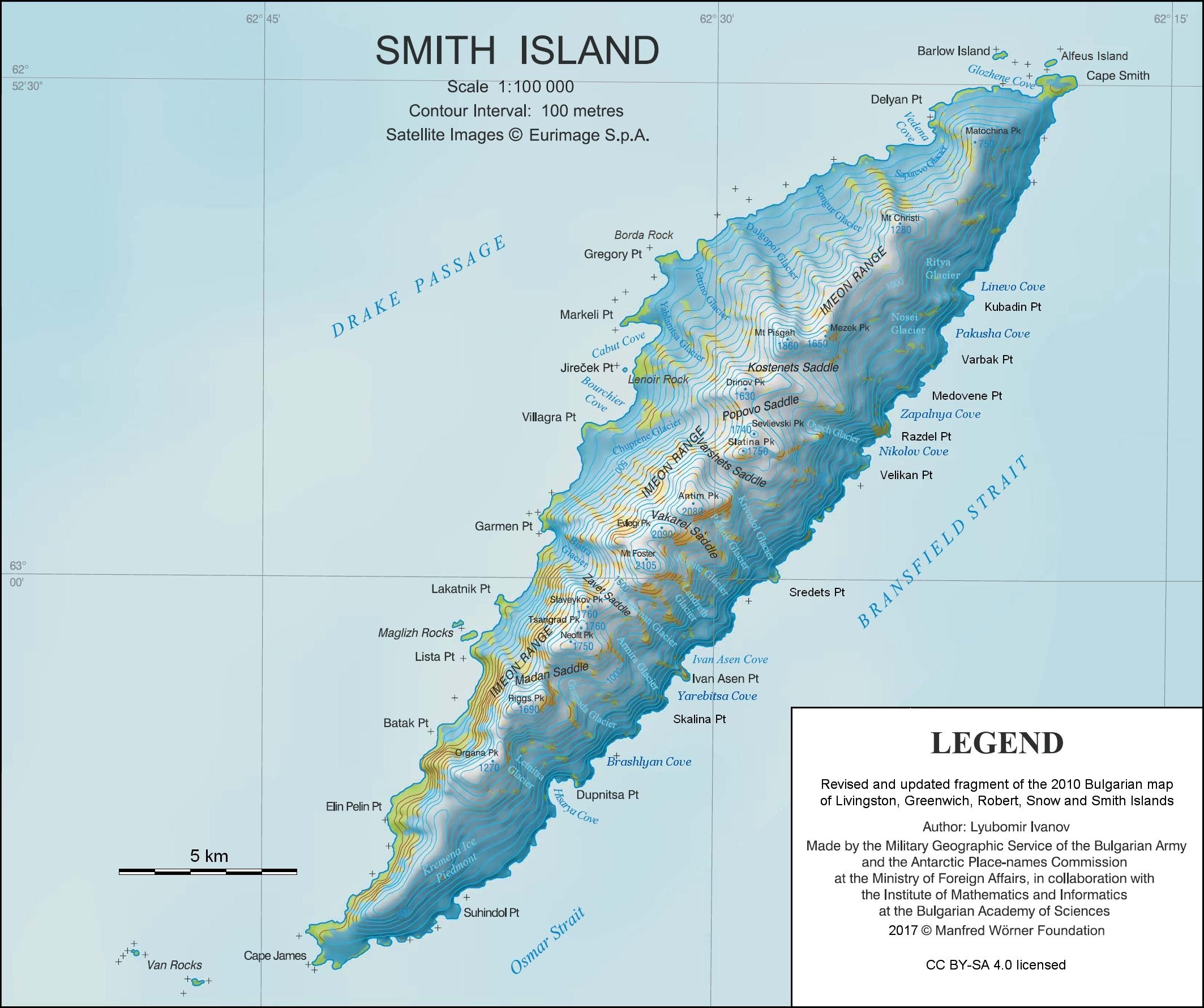
Mappa topografica dell'Isola Smith. Il Ghiacciaio Rupite si trova nella parte centrale dell'immagine, verso la costa orientale dell'isola.

Il Ghiacciaio Rupite (in lingua bulgara: ледник Рупите, Lednik Rupite) è un ghiacciaio antartico, lungo 3 km, che drena le pendici sudorientali dell'Imeon Range, catena montuosa che occupa la parte interna dell'Isola Smith, che fa parte delle Isole Shetland Meridionali, in Antartide.

## Localizzazione
Il ghiacciaio fluisce in direzione sudest, drenando il versante orientale del Monte Foster e quello sudorientale dell'Evlogi Peak. È situato a sudest del Ghiacciaio Chuprene, a sudovest del Ghiacciaio Pashuk e a nordest del Ghiacciaio Landreth, e va a sfociare nello Stretto di Bransfield.
Mappatura bulgara del 2008. 

## Denominazione
La denominazione è stata assegnata dalla Commissione bulgara per i toponimi antartici in onore del villaggio di Rupite e della circostante area protetta situati nella parte sudoccidentale della Bulgaria.

## Mappe
- Chart of South Shetland including Coronation Island, &c. from the exploration of the sloop Dove in the years 1821 and 1822 by George Powell Commander of the same. Scale ca. 1:200000. London: Laurie, 1822.
- L.L. Ivanov. Antarctica: Livingston Island and Greenwich, Robert, Snow and Smith Islands. Scale 1:120000 topographic map. Troyan: Manfred Wörner Foundation, 2010. ISBN 978-954-92032-9-5 (First edition 2009. ISBN 978-954-92032-6-4)
- South Shetland Islands: Smith and Low Islands. Scale 1:150000 topographic map No. 13677. British Antarctic Survey, 2009.
- Antarctic Digital Database (ADD). Scale 1:250000 topographic map of Antarctica. Scientific Committee on Antarctic Research (SCAR). Since 1993, regularly upgraded and updated.
- L.L. Ivanov. Antarctica: Livingston Island and Smith Island. Scale 1:100000 topographic map. Manfred Wörner Foundation, 2017. ISBN 978-619-90008-3-0